# Pieni Mustasaari (ö i Södra Savolax, S:t Michel, lat 61,58, long 28,32)
Pieni Mustasaari är en ö i Finland. Den ligger i sjön Pihlajavesi och i kommunen Puumala i den ekonomiska regionen  S:t Michel och landskapet Södra Savolax, i den södra delen av landet, 240 km nordost om huvudstaden Helsingfors. Öns area är 2,6 hektar och dess största längd är 320 meter i nord-sydlig riktning.